# بستان قبر السيد المسيح
بستان قبر السيد المسيح (اللغة العبرية: גן הקבר) هو موقع حج مسيحي في القدس يحتوي على قبر قديم، ويعتبره بعض البروتستانت القبر الفارغ حيث قام يسوع الناصري. يتناقض هذا الاعتقاد مع التقليد الأقدم الذي بموجبه حدث موت يسوع وقيامته في موقع يُعرف باسم كنيسة القيامة. يقع قبر الحديقة بجوار الربوة الصخرية المعروفة باسم الجلثة. في منتصف القرن التاسع عشر، اقترح بعض العلماء المسيحيين أن سكل هيل هو الجلجثة، حيث صلب الرومان يسوع. وبناءً على ذلك، يجذب بستان قبر السيد المسيح مئات الآلاف من الزوار سنويًا، وخاصة الإنجيليين وغيرهم من البروتستانت.
المنظمة التي تمتلك وتحافظ على بستان قبر السيد المسيح هي مؤسسة خيرية غير طائفية مقرها في المملكة المتحدة تسمى جمعية بستان قبر السيد المسيح (القدس)، وهي عضو في التحالف الإنجيلي لإسرائيل والتحالف الإنجيلي العالمي. تمتنع الجمعية عن الادعاء بأن بستان قبر السيد المسيح هو القبر الحقيقي ليسوع، وبدلاً من ذلك تؤكد على فائدة الموقع كوسيلة مساعدة بصرية بسبب بعض أوجه التشابه مع الأوصاف الكتابية للجلجثة والقبر الفارغ.
اكتشف القبر المنحوت في الصخر عام 1867. يشير عالم الآثار الإسرائيلي غابرييل باركاي إلى أن القبر لا يحتوي على أي سمات تشير إلى القرن الأول الميلادي، عندما دُفن يسوع، ويجادل بأن القبر قد إنشئ على الأرجح في القرنين الثامن والسابع قبل الميلاد. عالم الآثار الإيطالي ريكاردو لوفراني يجادل بدلاً من ذلك بأنه يجب أن يعود تاريخه إلى العصر الهلنستي، في القرنين الرابع والثاني قبل الميلاد. لم تكن إعادة استخدام القبور القديمة ممارسة غير شائعة في العصور القديمة، ولكن يبدو أن هذا يتناقض مع النص الكتابي الذي يتحدث عن قبر جديد، لم يُعاد استخدامه، صنعه لنفسه يوسف الرامة (متى 27: 57-60، يوحنا 19: 41).

## الموقع داخل الكنيسة: المواقف عبر التاريخ

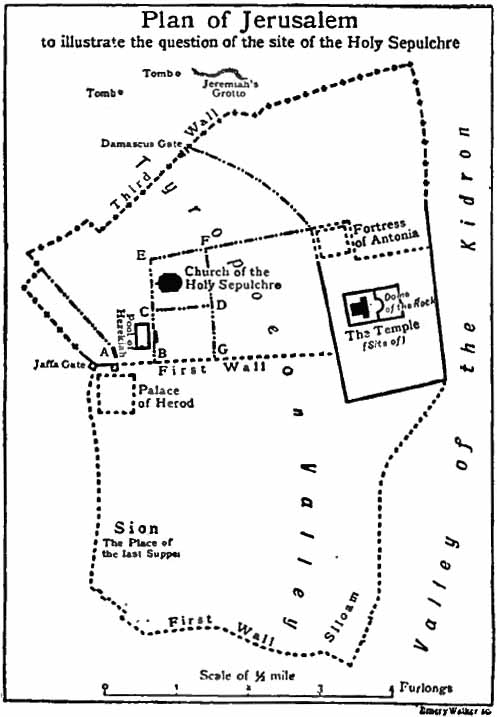
خريطة للقدس من عام 1911 في أواخر فترة الهيكل الثاني، توضح مسألة القبر المقدس. القبر الموجود على يسار مغارة إرميا في الشمال هو بستان قبر السيد المسيح. لم يعد العلماء المعاصرون يقبلون إعادة بناء أسوار المدينة.

وفقًا للكتاب المقدس، صُلب يسوع بالقرب من مدينة القدس، خارج أسوارها، وكان هناك دائمًا قلق بشأن مسألة وجود قبر يسوع داخل أسوار المدينة، مع ظهور تفسيرات مختلفة على مر القرون.

### مناظر العصور الوسطى المبكرة
على سبيل المثال، في وقت مبكر من عام 754 م، كتب القديس ويليبالد أن هيلينة، بعد العثور على الصليب، أدرجت الموقع داخل أسوار المدينة. وبعد حوالي قرنين ونصف من الزمان، أكد سايولف (حوالي 1108 م) أن هادريان هو الذي أحاط الجلجثة التقليدية وقبر المسيح داخل حدود المدينة عندما أعاد بناء المدينة خلال القرن الثاني الميلادي، على الرغم من أنها كانت خارج المدينة سابقاً. من الواضح أن التفسيرين يتناقضان مع بعضهما البعض، حيث أن إعادة بناء هادريان للقدس باسم إيليا كابيتولينا سبقت رحلة هيلينا إلى هناك بما يقرب من قرنين من الزمان.

### الشكوك بعد الإصلاح
بعد الإصلاح، تزايدت الشكوك بشأن الأماكن المقدسة التقليدية. في عام 1639، تحدث كوارسميوس عن "الهراطقة الغربيين" الذين جادلوا بأن الموقع التقليدي لا يمكن أن يكون القبر الحقيقي للمسيح. أول منشور موجود يناقش قضية ضد الموقع التقليدي كتبه الحاج الألماني جوناس كورتي في عام 1741، بعد سنوات قليلة من حجه إلى القدس. وقد احتوى كتابه على فصل بعنوان "على جبل الجلجثة، الذي يقع الآن في وسط المدينة، وبالتالي لا يمكن أن يكون الجلجثة الحقيقية".

### الشكوك البروتستانتية في القرن التاسع عشر
في عام 1812، رفض إدوارد دانيال كلارك أيضًا الموقع التقليدي ووصفه بأنه "مجرد وهم، وتلاعب راهب"، واقترح بدلاً من ذلك أن الصلب قد حدث خارج بوابة صهيون مباشرةً. خلال القرن التاسع عشر، أصبح السفر من أوروبا إلى الإمبراطورية العثمانية أسهل وبالتالي أكثر شيوعًا، خاصة في أواخر ثلاثينيات القرن التاسع عشر بسبب إصلاحات الحاكم المصري محمد علي. وشمل التدفق اللاحق للحجاج المسيحيين إلى القدس المزيد من البروتستانت الذين شككوا في صحة الأماكن المقدسة التقليدية - وهي الشكوك التي تفاقمت بسبب حقيقة أن البروتستانت ليس لديهم مطالبات إقليمية في كنيسة القيامة وبسبب شعور الحجاج البروتستانت بأنها كذلك. كان مكانًا غير طبيعي للتأمل والصلاة.
في عام 1841، عارض كتاب الدكتور إدوارد روبنسون "الأبحاث الكتابية في فلسطين"، كان يعتبر في ذلك الوقت العمل القياسي في تضاريس الأرض المقدسة وآثارها، صحة الموقع التقليدي، وخلص إلى ما يلي: "الجلجثة و "القبر الموضح في كنيسة القيامة ليس على الأماكن الحقيقية للصلب والقيامة". جادل روبنسون بأن الموقع التقليدي كان من الممكن أن يكون داخل أسوار المدينة أيضًا خلال العصر الهيرودي، ويرجع ذلك في المقام الأول إلى الاعتبارات الطبوغرافية. كان روبنسون حريصًا على عدم اقتراح موقع بديل، وخلص إلى أنه سيكون من المستحيل تحديد الموقع الحقيقي للأماكن المقدسة. ومع ذلك، فقد أشار إلى أن الصلب كان سيحدث في مكان ما على الطريق إلى يافا أو الطريق إلى دمشق. يقع تل الجمجمة ومقبرة الحديقة على مقربة من طريق دمشق بحوالي 200م. من باب دمشق.

### المنح الدراسية المعاصرة
توصل الباحثون المعاصرون، مثل البروفيسور دان باهات، أحد علماء الآثار البارزين في إسرائيل، إلى أن كنيسة القيامة تقع في منطقة كانت خارج أسوار المدينة في أيام يسوع، وبالتالي فهي تشكل بالفعل موقعًا معقولًا للصلب، ودفن يسوع.

### تحديد جمجمة هيل على أنها كالفاري

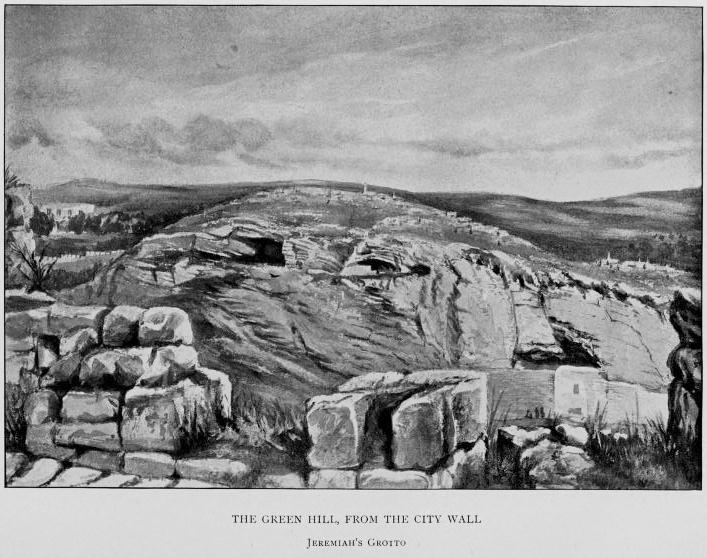
رسم تخطيطي لـ جلجثة إنشأت عام 1889 بواسطة بي إتش هاريس. تقول التسمية التوضيحية الموجودة أسفله: التل الأخضر، من سور المدينة؛ مغارة إرميا.

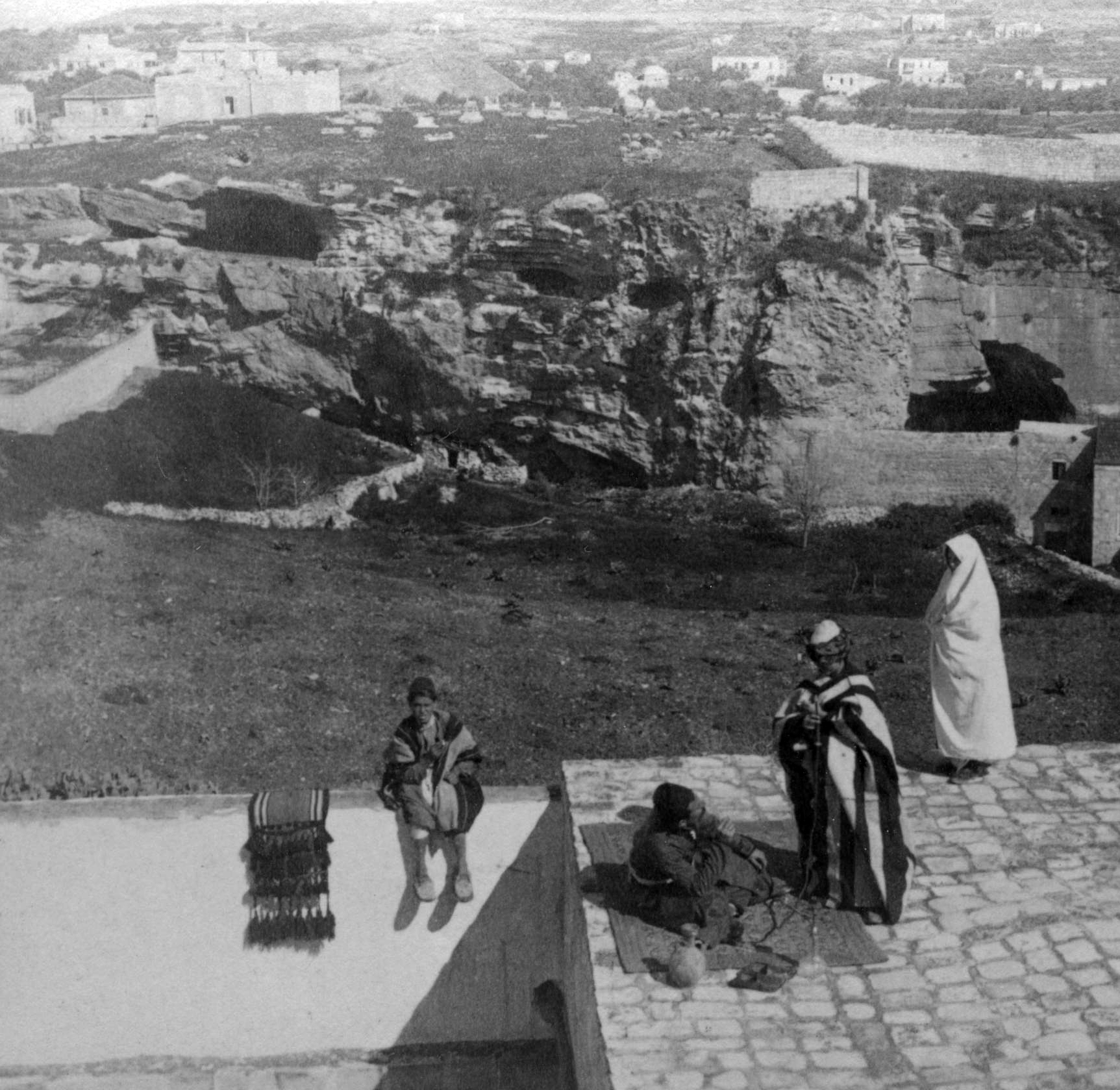
تلة الجمجمة كما شوهدت عام 1901 من الأسوار الشمالية للمدينة القديمة في القدس.

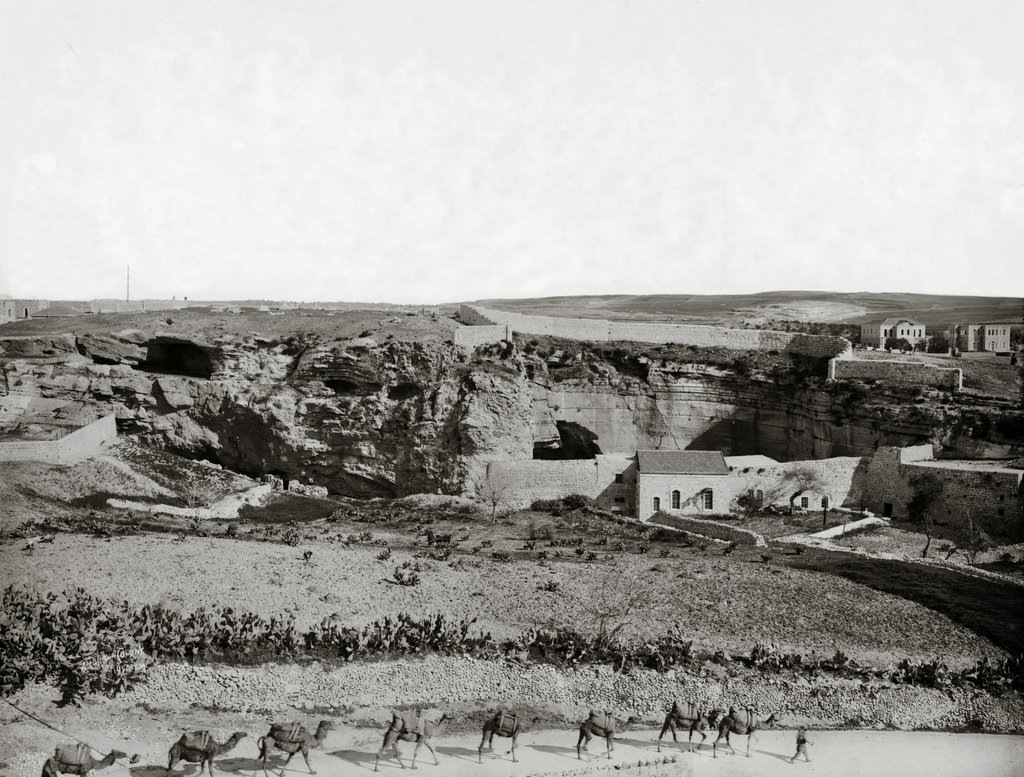
منظر لمغارة إرميا وجمجمة هيل من الجنوب ج. 1900

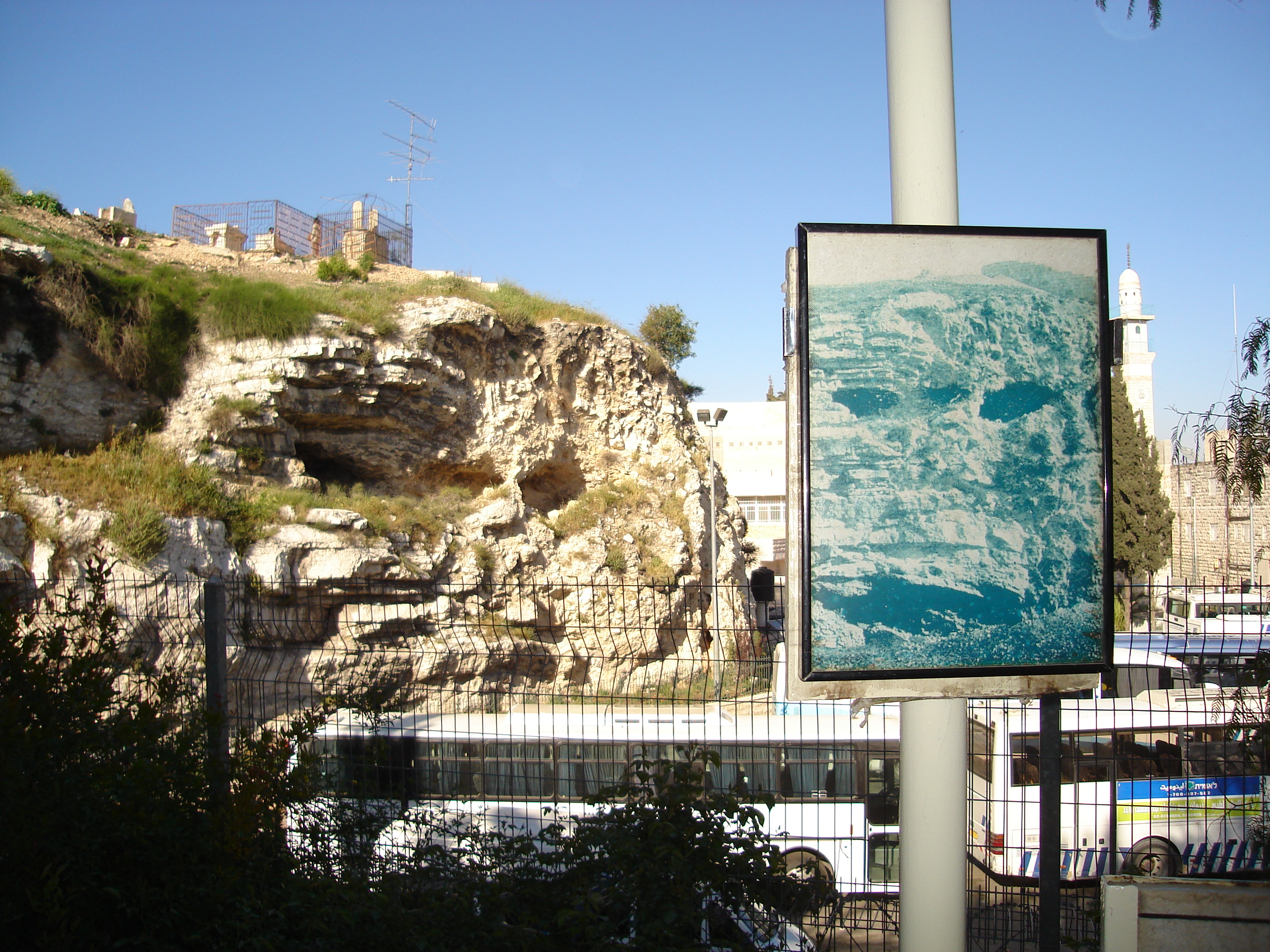
منظر واسع للجرف كما رأينا مؤخرًا من منصة عرض بستان قبر السيد المسيح (2007). الصورة في المقدمة هي صورة تاريخية (حوالي 1880) لنفس الوجه الصخري.

بدافع من هذه المخاوف، بحث بعض البروتستانت في القرن التاسع عشر في مكان آخر في محاولة لتحديد موقع صلب المسيح ودفنه وقيامته.

#### أوتو ثينيوس
في عام 1842، وبالاعتماد بشكل كبير على أبحاث روبنسون، كان أوتو ثينيوس، وهو عالم لاهوت ألماني وباحث في الكتاب المقدس من دريسدن، أول من نشر اقتراحًا بأن الربوة الصخرية شمال باب العامود، والتي، كما لاحظ ثينيوس، تشبه الجمجمة، كانت بمثابة النص الكتابي. الجلجثة. يحتوي الموقع الذي اقترحه على عدد قليل من التجاويف الطبيعية بالإضافة إلى كهف من صنع الإنسان، والذي يسميه المسيحيون مغارة إرميا. ذهب ثينيوس إلى حد الإشارة إلى أن مغارة إرميا كانت في الواقع قبر المسيح. على الرغم من أن اقتراحه بشأن قبر المسيح لم يكن له تأثير دائم، إلا أن اقتراحه الخاص بالجلجثة قد حظي بتأييد العديد من العلماء والحجاج البروتستانت الآخرين. وبما أن الجلجثة هي كلمة آرامية تعني جمجمة، وربما تشير إلى شكل المكان، فقد استنتج ثينيوس أن الجرف الصخري من المحتمل أن يكون الجلجثة.

#### فيشر هاو
وبعد سنوات قليلة، اعتد نفس التعريف من قبل رجل الصناعة الأمريكي فيشر هاو،  والذي كان أيضًا أحد الأعضاء المؤسسين لمجلس إدارة مدرسة الاتحاد اللاهوتية في نيويورك. في عام 1850، زار هاو الأراضي المقدسة، وأيد الرأي القائل بأن كنيسة القيامة لا يمكن أن تكون الموقع الحقيقي لموت المسيح وقيامته.  وبدلاً من ذلك، أشار إلى التل الذي يحتوي على مغارة إرميا باعتباره الجلجثة الحقيقية، على الرغم من أنه ناقش هذا الرأي بشكل مطول فقط في مقال نشر عام 1871، بعد وفاته مباشرة. في هذا المقال، وصف هاو التل بهذه العبارات: "التل يُترك مستديرًا بشكل حاد على جوانبه الغربية والشمالية والشرقية ليشكل الجزء الخلفي وجوانب الجمجمة، أو الجمجمة. والواجهة أو الوجه الذي يشبه الجمجمة، على الجانب الجنوبي يتكون من القطع العمودي العميق وإزالة الحافة بالنسبة للمراقب، على مسافة، يمكن اقتراح تجويف الجمجمة بلا عيون على الفور من خلال الكهف المتثائب، المحفور داخل وجهه، أسفل التل. " ادعى هاو أنه طور نظريته بشكل مستقل تمامًا عن أوتو ثينيوس، وأنه عثر على ادعاءات ثينيوس فقط أثناء البحث لمقالته.

#### إتش بي تريسترام
كان الباحث ورجل الدين الإنجليزي كانون هنري بيكر تريسترام من أوائل المؤيدين لنظرية أن سكل هيل هي الجلجثة، والذي اقترح هذا التحديد في عام 1858 أثناء زيارته الأولى للأراضي المقدسة، ويرجع ذلك أساسًا إلى قربها من البوابة الشمالية، وبالتالي أيضًا إلى قلعة أنطونيا، الموقع التقليدي لمحاكمة المسيح. (كان كانون تريسترام أيضًا أحد المدافعين عن شراء بستان قبر السيد المسيح القريب في 1893.)

#### كلود ر. كوندر
من المؤيدين البارزين الآخرين لـ "الجلجثة الجديدة" كان كلود ر. كوندر، ملازم في المهندسين الملكيين، الذي عُيِّن في عام 1872 من قبل صندوق استكشاف فلسطين لإجراء مسح لخرائط غرب فلسطين. كوندر من قبل كنيسة القيامة، وخاصة من قبل "معجزة النار المقدسة " السنوية، كما يعتقد الروم الأرثوذكس، الأرمن الرسوليين والمسيحيين الأقباط.
هناك من قد ينظرون إليه عن طيب خاطر على أنه المكان الحقيقي لقبر المخلص، لكنني أعترف، بنفسي، بعد أن شهدت مرتين العربدة السنوية التي تشوه جدرانه، والدجال السنوي الذي يؤيده كهنة، والوحشية الشرسة. مشاعر الكراهية الطائفية والتعصب الأعمى التي تثيرها المعجزة المفترضة، وتذكر قصة الدم المرتبطة بتاريخ الكنيسة، يجب أن أكره الاعتقاد بأن القبر المقدس كان بمثابة شاهد لسنوات عديدة على الكثير من الجهل البشري والحماقة والجريمة.— كلود ر. كوندر، Tent Work in Palestine: A Record of Discovery and Adventure, Vol. I (London, 1878), p. 327
واستنادًا إلى الاعتبارات الطبوغرافية والنصية، جادل كوندر بأنه سيكون من الخطر ومن غير المحتمل، من وجهة نظر الدفاع عن المدينة، أن تكون الجدران في السابق شرق كنيسة القيامة، وخلص إلى أن الكنيسة كانت موجودة بالداخل. أسوار المدينة وبالتالي ليس قبر المسيح الحقيقي. وبدلاً من ذلك اقترح أن الجلجثة الحقيقية هي "الربوة المستديرة" فوق مغارة إرميا (أي تلة الجمجمة). واستند في هذا التعريف إلى عدة حجج. بادئ ذي بدء، بما أن إنجيل يوحنا يضع الجلجثة في المنطقة القريبة من حديقة وقبر (يوحنا 19: 41-42) فقد جادل كوندر بأن الجلجثة يجب أن تكون قريبة من الجبانة الموجودة شمال أورشليم، بالقرب من الطريق الرئيسي. إلى نابلس "بين بساتين الزيتون وكروم وادي الجوز". ثانيًا، اقترح كوندر أن الجلجثة كانت مكانًا عامًا للإعدام، وأشار بشكل خاص إلى أن اليهود السفارديم اعتبروا الموقع المجاور لمغارة إرميا مكانًا تقليديًا للرجم، وهو ما اعتبره دليلاً مؤيدًا على أنه كان بالفعل الجلجثة. وأشار أيضًا إلى التقليد المسيحي الذي ربط تلك المنطقة العامة باستشهاد القديس استفانوس كدليل إضافي على أنها كانت مكانًا عامًا لتنفيذ الإعدام في عهد العهد الجديد. في الواقع، قلل كوندر من أهمية التشابه المفترض مع الجمجمة التي اعتبرها غير مادية، قائلاً: "لا أود أن أبني حجة على مثل هذا التشابه الطفيف". يشير كوندر في كتاباته إلى سكل هيل بالاسم العربي الهيدمية والذي فسره على أنه "الإيجار"، والذي اقترح أنه تحريف للهريمية - "مكان إرميا". ومع ذلك، فقد أظهرت الأبحاث اللاحقة أن الاسم هو في الواقع تحريف للأعظمية، التي سميت على اسم زاوية أسسها الولي الصوفي الشهير إبراهيم بن أدهم وفقًا للتقاليد الإسلامية. تَهَجَّى تشارلز ويلسون الاسم باسم الأديمية.

#### المؤيدون في سبعينيات القرن التاسع عشر
بالإضافة إلى ذلك، في سبعينيات القرن التاسع عشر، روج لموقع سكل هيل بقوة من قبل العديد من الشخصيات البارزة في القدس، بما في ذلك القنصل الأمريكي في القدس، صلاح ميريل، الذي كان أيضًا قسًا تجمعيًا وعضوًا في جمعية استكشاف فلسطين الأمريكية،  أسقف القدس البروتستانتي صموئيل جوبات،  الذي ترأس الأسقفية المشتركة للأنجليكانيين واللوثريين والكالفينيين في الأرض المقدسة، وكذلك كونراد شيك، وهو مهندس معماري بارز مقيم في القدس، ومخطط مدينة، ونموذج أولي. عالم آثار من أصل سويسري كتب مئات المقالات لصندوق استكشاف فلسطين.
في عام 1879، اعتبر الباحث الفرنسي إرنست رينان، مؤلف كتاب حياة يسوع المؤثر والمثير للجدل، هذا الرأي كاحتمال في إحدى الطبعات اللاحقة لكتابه.

#### الجنرال جوردون
ومع ذلك، فإن أشهر مؤيدي الرأي القائل بأن سكل هيل هي الجلجثة التوراتية كان اللواء تشارلز جوردون الذي زار القدس عام 1883. لقد أصبح اسمه متشابكًا جدًا مع الجلجثة لدرجة أن العديد من المقالات الإخبارية المعاصرة والكتب الإرشادية تشير خطأً إلى أن جوردون كان أول من اكتشف الموقع. في الواقع، تأثر جوردون كثيرًا بحجج كوندر ومحادثاته ومراسلاته مع شيك.
ذهب جوردون إلى ما هو أبعد من هاو وكوندر ليقترح بحماس حججًا إضافية، والتي اعترف هو نفسه بأنها "أكثر خيالية" وإبداعًا. اقترح جوردون قراءة رمزية لسفر اللاويين 1: 11: "يُذبح خروف المحرقة على الجانب الشمالي من المذبح أمام الرب". فسر جوردون هذه الآية على أنها تعني أن المسيح، النموذج الأولي، يجب أيضًا أن يكون قد قُتل شمال "المذبح" (تقع تلة الجمجمة شمال القدس وجبل الهيكل). من الواضح أن هذا التفسير النموذجي لاهوتي وليس علميًا بطبيعته، مما يؤدي إلى إشارة متشككة للغاية من قبل منتقدي "جلجثة جوردون"، الباحث وضابط الجيش تشارلز دبليو ويلسون. كما علق جوردون على ملاءمة الموقع في رسالة أرسلها إلى أخته في 17 يناير 1883، وهو يومه الثاني في القدس:

### حُدِّد بستان قبر السيد المسيح على أنه قبر يسوع

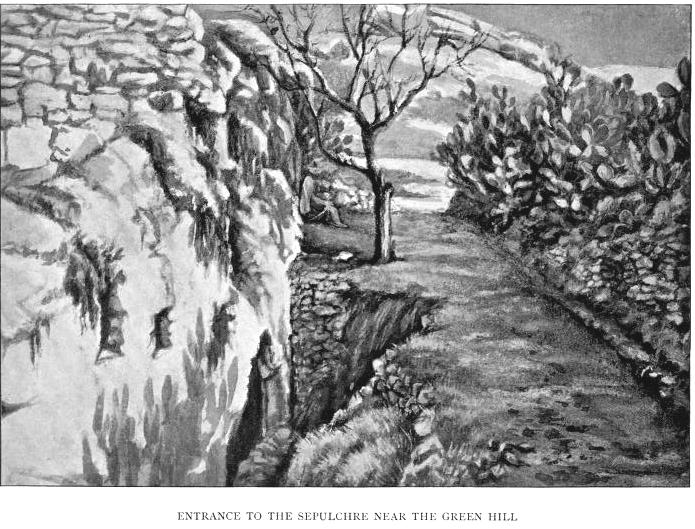
رسم تخطيطي لمقبرة الحديقة التي أنشأها بي إتش هاريس في عام 1889

يوجد في كنيسة القيامة قبر على بعد أمتار قليلة من الجلجثة، وهو ما يتوافق مع رواية يوحنا الإنجيلي: "وكان في الموضع الذي صلب فيه بستان، وفي البستان قبر جديد، كان فيه لم يضع الإنسان قط بعد". طبعة الملك جيمس (John 19:41). في النصف الأخير من القرن التاسع عشر، عُثِرَ أيضاً على عدد من المقابر بالقرب من جلجثة جوردون، وخلص جوردون إلى أن إحداها يجب أن تكون قبر يسوع. ويحدد يوحنا أيضًا أن قبر يسوع كان يقع في بستان (John 19:41)؛ وبالتالي،اُسْتُشْهِد بمعصرة النبيذ القديمة والصهريج كدليل على أن المنطقة كانت ذات يوم حديقة، وأصبح القبر المعزول إلى حد ما المجاور للصهريج معروفًا باسم قبر يسوع في الحديقة. يحتوي هذا القبر أيضًا على أخدود حجري يمتد على طول الأرض خارجه، والذي قال جوردون إنه فتحة كانت تحتوي على حجر، وهو ما يتوافق مع الرواية الكتابية عن حجر دُحْرِجَ فوق مدخل القبر لإغلاقه.

يعتبر الإنجيليون والبروتستانت الآخرون أن الموقع هو قبر يسوع. 

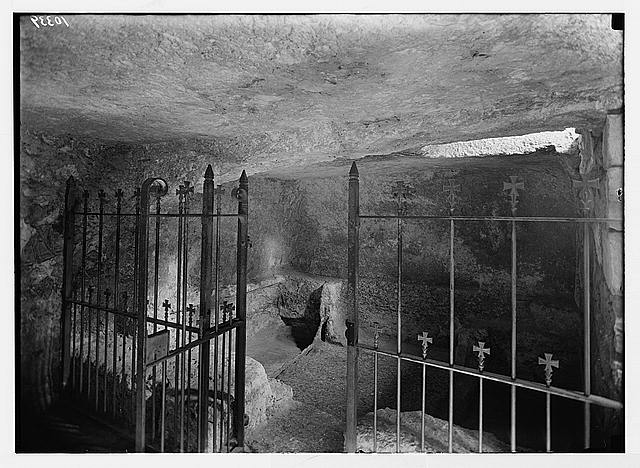
منظر لمقبرة الحديقة من الثلاثينيات
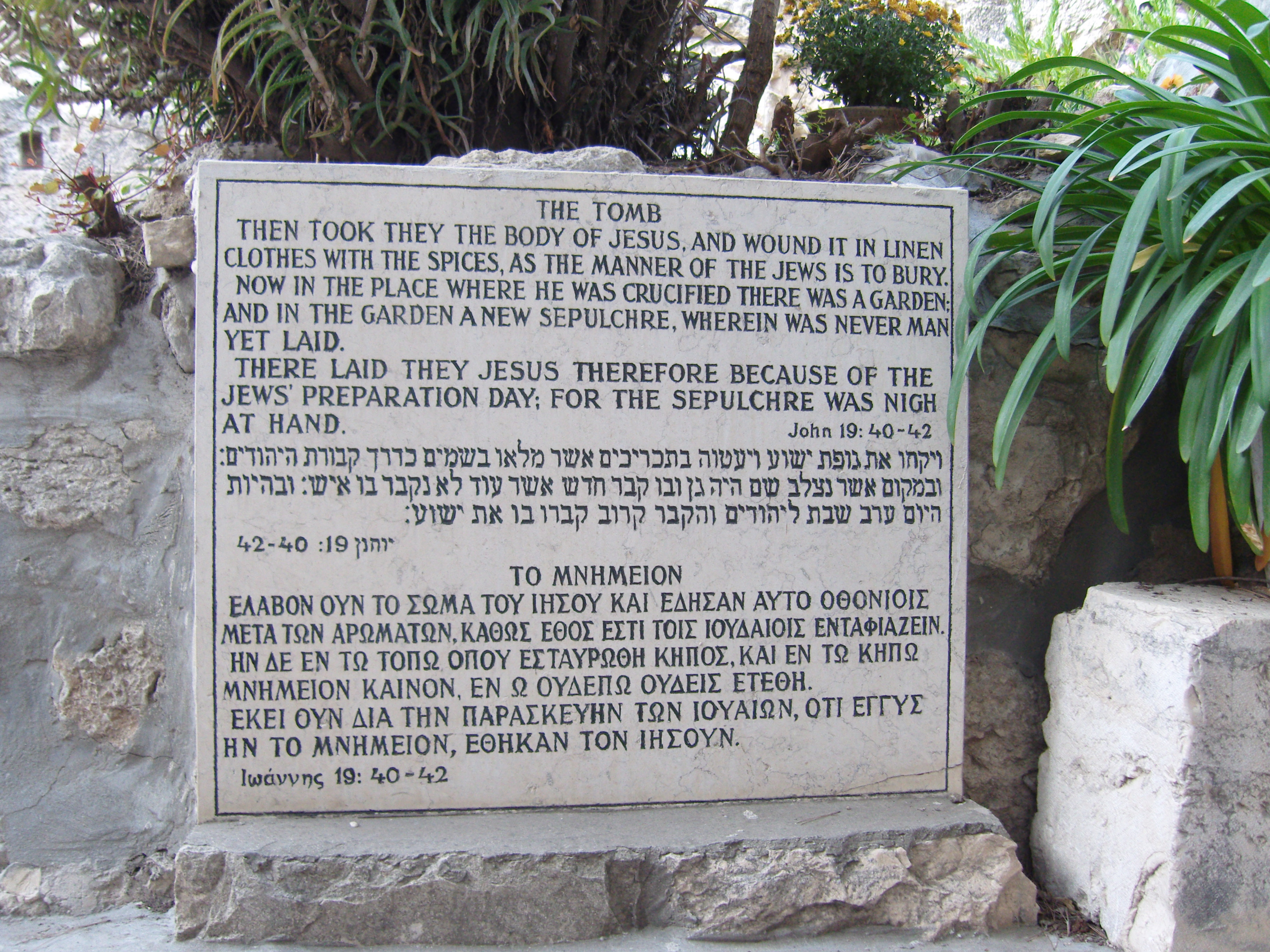
لوحة بالقرب من القبر
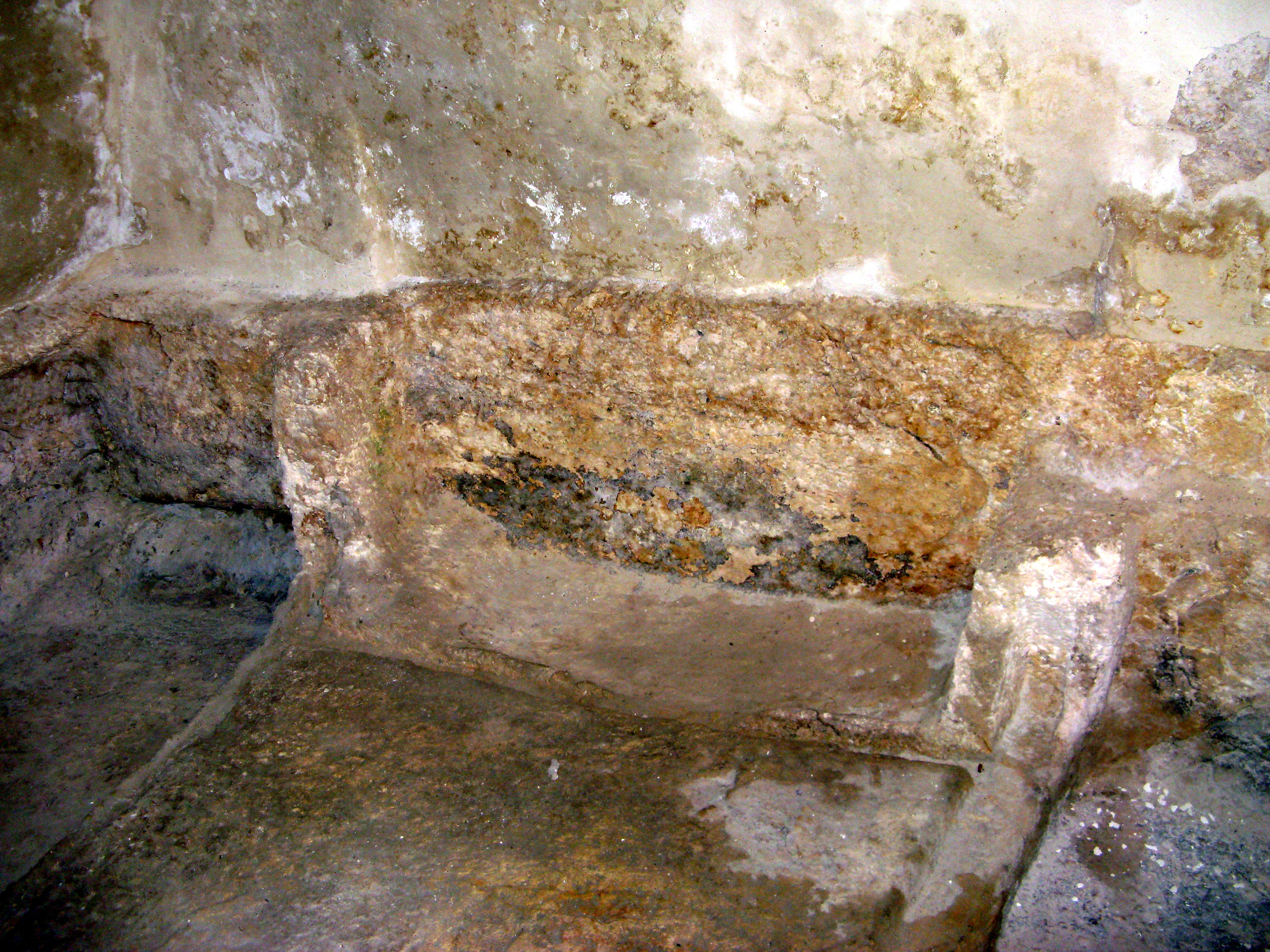
داخل بير
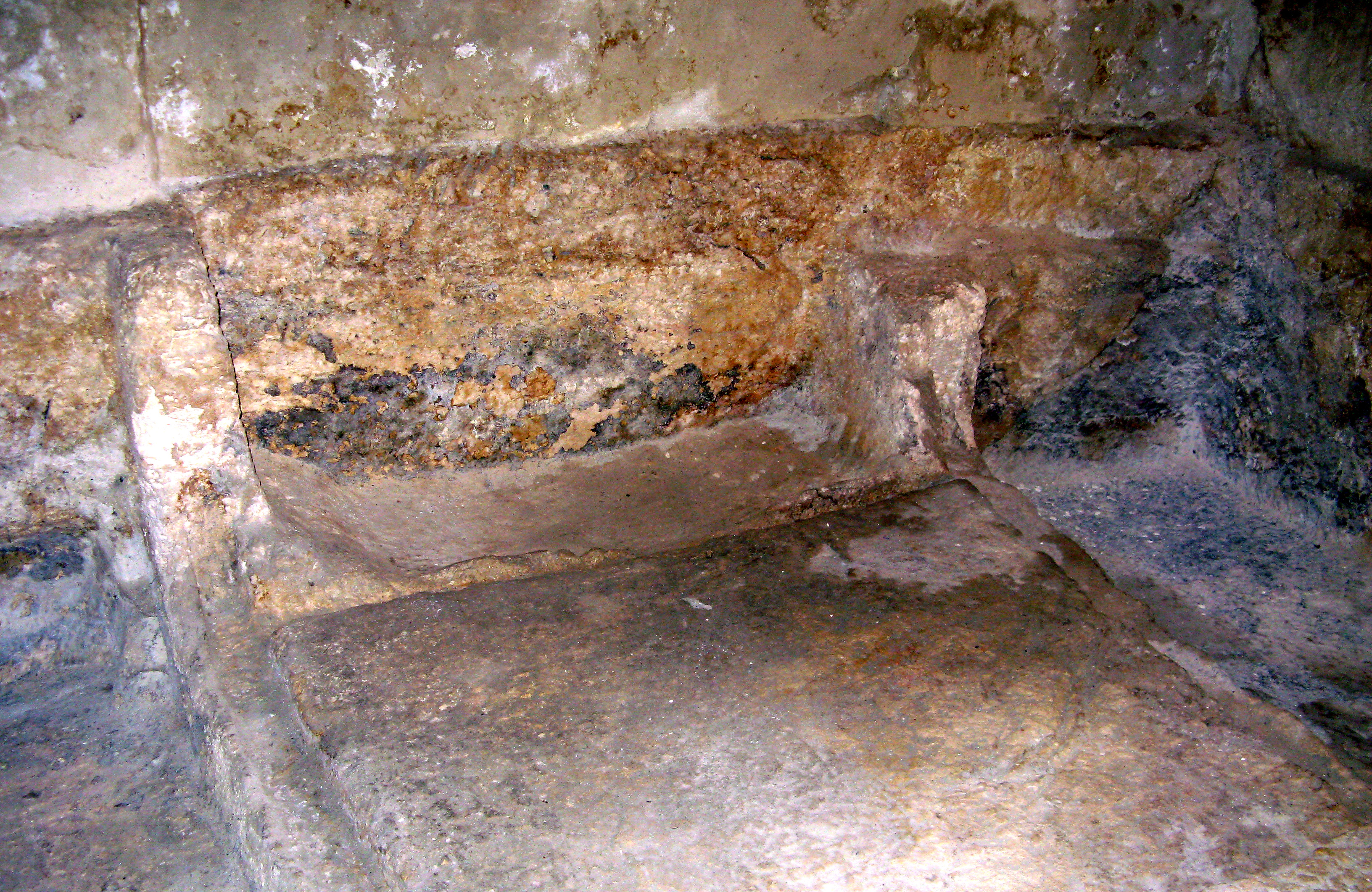
داخل بير
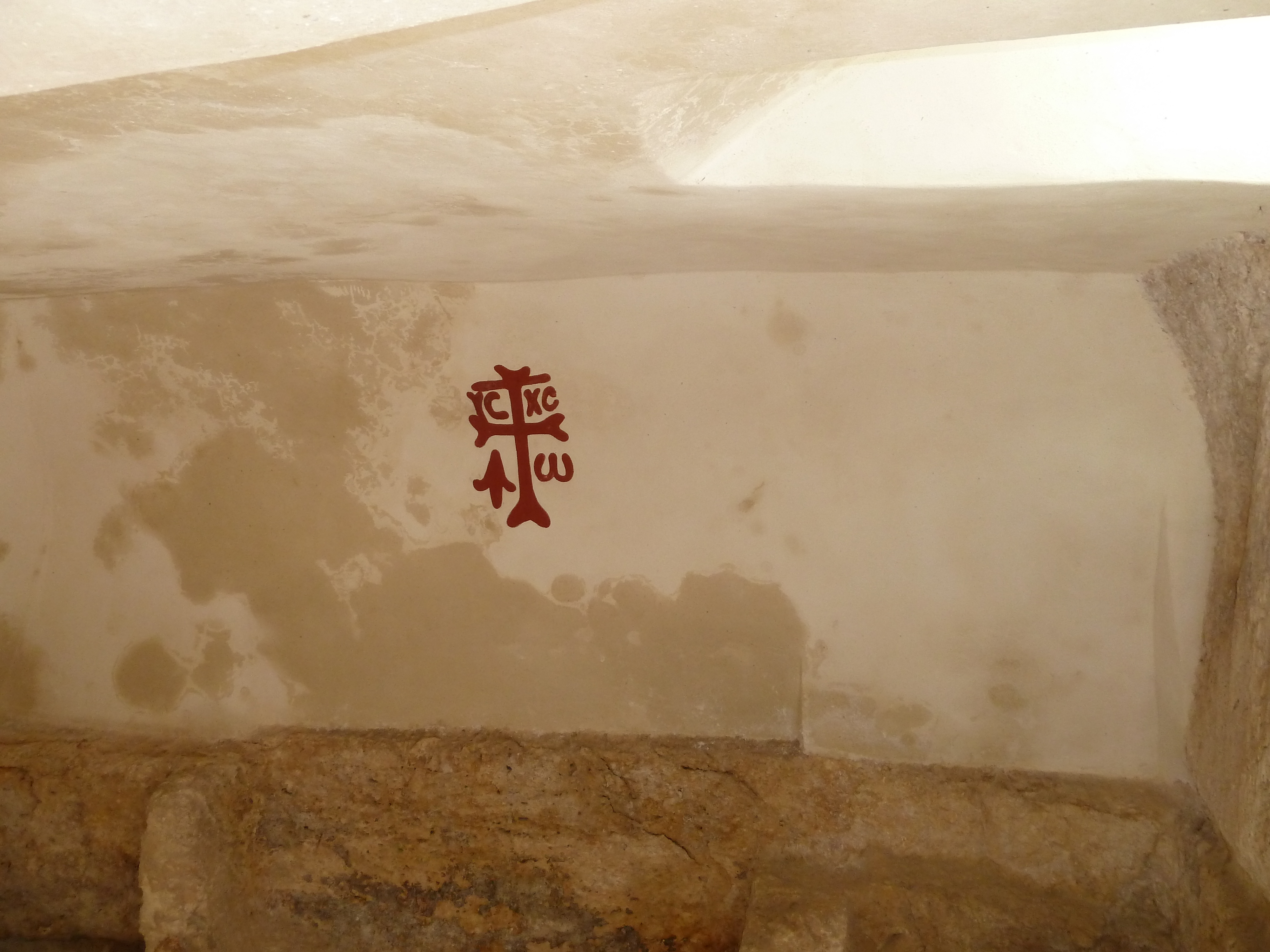
داخل بير

## انتساب
تُدَار الحديقة من قبل جمعية بستان قبر السيد المسيح، وهي عضو في التحالف الإنجيلي الإسرائيلي والتحالف الإنجيلي العالمي.

## التحقيق الأثري والتحليل النقدي

### الجلجثة

#### في الكنيسة
في القرن العشرين، عززت الاكتشافات الأثرية النقاش حول صحة الموقع التقليدي في كنيسة القيامة:
- قبل عصر قسطنطين (حكم من 306 إلى 337)، كان الموقع عبارة عن معبد لفينوس،[42] بناه هادريان[43] في وقت ما بعد عام 130.
  - يشير علم الآثار إلى أن القبر التقليدي كان من الممكن أن يكون داخل معبد هادريان، أو من المحتمل أنه دم تحت الجدار الاستنادي الثقيل للمعبد.[44][19]
  - يتوافق موقع المعبد مع التصميم النموذجي للمدن الرومانية (أي مجاور للمنتدى، عند تقاطع الطريق الرئيسي بين الشمال والجنوب مع الطريق الرئيسي بين الشرق والغرب)، وليس بالضرورة عملاً متعمدًا لازدراء المسيحية، كما ادعى في الماضي.
- سيكون من الضروري وجود حافز حتى يشمل السطح الصخري كلاً من الموقع المزعوم للمقبرة والمقابر الواقعة خارج الطرف الغربي للكنيسة.
- ويعود تاريخ المقابر الواقعة غرب الموقع التقليدي إلى القرن الأول، مما يشير إلى أن الموقع كان خارج المدينة في ذلك الوقت.[45]

#### الربوة بجوار مقبرة الحديقة
إلى جانب المظهر الشبيه بالجمجمة (حجة العصر الحديث)، هناك بعض التفاصيل الأخرى المطروحة لصالح تحديد هوية الجمجمة على أنها الجلجثة. كان موقع الموقع سيجعل عمليات الإعدام التي تُنَّفَذ هناك مشهدًا واضحًا للغاية للأشخاص الذين يستخدمون الطريق الرئيسي المؤدي شمالًا من المدينة؛ كان من الممكن أن يؤدي وجود الربوة المميزة بالجمجمة في الخلفية إلى زيادة التأثير الرادع.

#### مناظر قديمة
يوسابيوس (260 - ج. 340) يعلق على أن الجلجثة كانت في أيامه تشير إلى "شمال جبل صهيون". تقع كل من جلجثة بستان قبر السيد المسيح وكنيسة القيامة شمال التل الذي يشار إليه حاليًا باسم جبل صهيون. على الرغم من أن مصطلح جبل صهيون في الكتاب المقدس العبري يشير إلى جبل الهيكل أو الحافز الجنوبي منه، وكلاهما يقع شرق الوادي الأوسط في القدس، فقد اُسْتُخْدِم اسم جبل صهيون للتل الغربي للقدس، كلاهما من قبل يوسيفوس في القرن الأول الميلادي. وفي العصر البيزنطي حسب المصادر المسيحية.

#### التقاليد المسيحية
تؤكد أسطورة مسيحية خارج الكتاب المقدس أن الجلجثة (حرفيًا "الجمجمة") هي موقع دفن آدم، في حين أن اليهودية في الفترة التلمودية ترى أن آدم دفن في مغارة المكفيلة في الخليل، واسم الجلجثة غائب عن التلمود. الأدب.   تنص الموسوعة اليهودية لعام 1906 على أن حاخامات الفترة التلمودية ابتكروا المفهوم القائل بأن "آدم خُلق من تراب المكان الذي كان من المقرر أن يقوم فيه الحرم للتكفير عن كل خطايا الإنسان"، أي قدس الأقداس في معبد القدس، حتى لا تكون الخطيئة صفة ثابتة أو مميزة للطبيعة البشرية؛  تبنى المسيحيون هذا الفكر ونقلوا قبر آدم إلى ما اعتبروه مكان الكفارة الجديد، موقع صلب يسوع في الجلجثة.

### بستان قبر السيد المسيح
كان أول تحقيق تفصيلي للمقبرة نفسها عبارة عن تقرير موجز أُعِدَّ في عام 1874 من قبل كونراد شيك، وهو مهندس ألماني وعالم آثار ومبشر بروتستانتي، ولكن الدراسة الأثرية الكاملة للمنطقة كانت التحقيق الأساسي الذي أجراه غابرييل باركاي، أستاذ علم الآثار الكتابي في جامعة كاليفورنيا. الجامعة العبرية في القدس، وجامعة بار إيلان، في أواخر القرن العشرين.
تحتوي المقبرة على غرفتين، الثانية على يمين الأولى، بها مقاعد حجرية على طول الجدار الخلفي للغرفة الأولى، وعلى جانبي كل جدار في الغرفة الثانية، ما عدا الجدار الذي يصلها بالغرفة الأولى؛ تعرضت المقاعد لأضرار بالغة ولكن لا يزال من الممكن رؤيتها. حافة الأخدود خارج القبر لها حافة قطرية، والتي لن تكون قادرة على تثبيت لوح حجري في مكانه (سوف يسقط اللوح)؛ بالإضافة إلى ذلك، تستخدم المقابر المعروفة من النوع الحجري المتدحرج جدرانًا رأسية على جانبي المدخل لتثبيت الحجر، وليس أخدودًا على الأرض.
وخلص باركاي إلى ما يلي:
- القبر قديم جدًا بحيث لا يمكن أن يكون قبرًا ليسوع، كما هو الحال في القرنين الثامن والسابع قبل الميلاد، مما يُظهر تكوينًا لم يعد صالحًا للاستخدام بعد تلك الفترة. وهي تتلاءم بشكل جيد مع مقبرة أوسع يعود تاريخها إلى فترة الهيكل الأول والتي تشمل أيضًا المقابر القريبة على أراضي كنيسة القديس ستيفن.[7]
- كان الأخدود عبارة عن حوض مياه بناه الصليبيون في القرن الحادي عشر للحمير / البغال.[7]
- بُنِيَ الصهريج كجزء من نفس المجمع المستقر مثل الأخدود. [7]
- العزل المائي الموجود على الصهريج هو من النوع الذي استخدمه الصليبيون، ويجب أن يعود تاريخ الصهريج إلى تلك الحقبة.[7]

في عام 1986، انتقد باركاي المدافعين عن موقع الحديقة وكنيسة القيامة لتقديمهم حججًا لاهوتية واعتذارية أكثر من كونها علمية. 
في عام 2010، ادعى مدير الحديقة، ريتشارد ميريون، في مقابلة مع صحيفة جيروزاليم بوست أن كل معسكر لديه أدلة أكاديمية وأثرية لصالح الموقع الفعلي، وأن واحدًا فقط من الاثنين يمكن أن يكون على حق، ولكن المهم هو كان الشيء رمزية المكان وخاصة تاريخ يسوع وليس ضمانا للموقع الدقيق. وفي المقابلة نفسها، ادعى ستيف بريدج، وهو قس متقاعد متطوع في الحديقة، أن الجماعات الكاثوليكية جاءت إلى الموقع بانتظام، وأن المرشدين لم يلعبوا السياسة، مع التركيز على صلب وقيامة يسوع.

## استقبال الطوائف المسيحية
بسبب القضايا الأثرية التي يثيرها موقع بستان قبر السيد المسيح، رفض العديد من العلماء ادعاء أنه قبر يسوع. يخلص المؤلف والمستكشف بول باكهولر إلى أن التركيز على المشاعر في الدوائر الإنجيلية، قد شجع الكثيرين على "الشعور" بأن مقبرة الحديقة هي الموقع، على الرغم من الأدلة التي تشير إلى عكس ذلك. ومع ذلك، على الرغم من الاكتشافات الأثرية، أصبحت مقبرة الحديقة مكانًا شعبيًا للحج بين البروتستانت بما في ذلك الأنجليكانيين في الماضي. على هذا النحو، بنيت كاتدرائية القديس جورج الأنجليكانية على بعد 180 متر (200 يارد) من مقبرة الحديقة. 
كان بستان قبر السيد المسيح هو الموقع المرشح الأكثر تفضيلاً بين قادة كنيسة يسوع المسيح لقديسي الأيام الأخيرة.
لا تقبل الطوائف المسيحية الكبرى، بما في ذلك الكنائس الرومانية الكاثوليكية والأرثوذكسية الشرقية، بستان قبر السيد المسيح باعتباره قبر يسوع وتتمسك بالموقع التقليدي في كنيسة القيامة. ومع ذلك، قد يَزور الكثيرون أيضاً الموقع لرؤية قبر قديم في موقع يذكّر بالوضع الموصوف في John 19:41–42.
أنتج آرثر ويليام كراولي بويفي المؤلف والمحامي والموظف الحكومي البريطاني (1845-1913) للجنة صندوق صيانة مقبرة الحديقة في القدس مقدمة ودليل إرشادي للموقع في عام 1894. رجع الكتيب وتوسيعه لاحقًا في عدة مناسبات، بما في ذلك بواسطة مابل بينت في أوائل عشرينيات القرن العشرين.

## روابط خارجية
- الموقع الرسمي